# 美国行政等级表
行政等级表（英語：Executive Schedule）是指美国政府行政分支内政治任命官员（即除去总统和副总统之外）的工资级别系统。这些官员大多数是由民选的美国总统提名并由参议院建议和同意（advice and consent）后被任命的。包括内阁成员和下级的政策制定者。行政等级表有五个级别，以罗马数字表示，I表示最高级；V表示最低级。这些职位都是由国会罗列出来并明确其级别的。国会还授权总统给予不超过34个没有法律地位的职位以行政等级。
行政等级表是与公务员级别总表、高级行政人员、高级外交官、其他联邦公职人员工资系统（如职业军人工资系统）对应的，因为建立这些工资系统的各种联邦法律通常都参照行政等级表的最高金额。

## 薪金的计算
| 职级   | 职位层次   | 薪酬     |
| ------ | ---------- | -------- |
| 第一级 | 部长       | $235,600 |
| 第二级 | 副部长     | $212,100 |
| 第三级 |            | $195,000 |
| 第四级 | 部长助理   | $183,500 |
| 第五级 | 副部长助理 | $172,100 |

然而，许多政治任命官员的工资被冻结在较低水平。根据美國法典第5编 § 第5318節，行政级别表上的所有职位在第一次支薪时，薪水金额将四舍五入到100美元的倍数。如果这笔金额被发现在100美元的倍数的中位数，那么它将舍入到100美元的下一个最高倍数。

## 第一级
行政等级第一级主要是联邦各内阁级部门的部长（Secretary）及其他相当层级职位。美國法典第5编 § 第5312節第2编第11章列出了获得确定的工资额的职位。自2022年1月起，第一级的年薪为226,300美元。该职级近似于中华人民共和国的正部级。
第一级的职位共21个职位：
- 国务卿
- 财政部长
- 国防部长
- 司法部长
- 内政部长
- 农业部长
- 商务部长
- 劳工部长
- 卫生与公众服务部长
- 住房与城市发展部长
- 运输部长
- 美国贸易代表
- 能源部长
- 退伍军人事务部长
- 国土安全部长
- 行政管理和预算办公室主任
- 社会保障署专员
- 国家药物管制政策办公室主任
- 联邦储备委员会主席
- 国家情报总监

## 第二级
行政等级第二级主要是联邦各内阁级部门的副部长（英語：Deputy Secretary）及其他相当层级职位。美國法典第5编 § 第5313節列出了行政等级表第二级的46个职位。自2017年1月起，该级年薪为187,000美元。商务部常务副部长虽然未被列入，但也是第二级。该职级近似于中华人民共和国的副部级。
第二级职级包括有以下职位：

### 农业部
- 农业部副部长

### 国防部
- 国防部副部长
- 陆军部长
- 海军部长
- 空军部长
- 国防部采购、技术和物流副部长

### 能源部
- 能源部副部长

### 总统行政办公室
- 行政管理和预算办公室副主任
- 联邦首席绩效官（英语：Chief Performance Officer of the United States）兼行政管理和预算办公室管理副主任
- 经济顾问委员会主席
- 科技政策办公室主任
- 国家药物管制政策办公室副主任
- 白宫邮政和信使业务办公室主任

### 卫生与公众服务部
- 卫生与公众服务部副部长

### 国土安全部
- 国土安全部副部长
- 国土安全部管理
- 運輸安全管理局局長
- 联邦紧急事务管理署署长

### 住房与城市发展部
- 住房与城市发展部副部长

### 情报机构
- 首席国家情报副总监
- 国家反恐中心主任
- 国家防扩散中心主任
- 中央情报局局长

### 内政部
- 内政部副部长

### 司法部
- 司法部副部长

### 劳工部
- 劳工部副部长

### 國家太空總署
- 美國國家太空總署署长

### 国务院
- 美國副國務卿

### 运输部
- 运输部副部长
- 运输部安全
- 运输部政策
- 联邦航空局局长
- 联邦高速公路局局长

### 财政部
- 财政部副部长

### 退伍军人事务部
- 退伍军人事务部副部长

### 其他独立机构
- 联邦人事管理办公室主任
- 环境保护局局长
- 联邦住房金融局局长
- 社会保障署副专员
- 社区发展金融机构基金会主任
- 千年挑战公司首席行政官

### 各委员会
- 核能管理委员会主席
- 国家科学基金会主任
- 储蓄储户保护监督委员会独立委员和主席
- 美联储委员（6）
- 消费者金融保护局局长

## 第三级
行政等级第三级主要是联邦各内阁级部门的及其他相当层级职位。美國法典第5编 § 第5314節列出了该级别的127个职位。自2017年1月起，该级别薪资为172,100美元。该职级近似于中华人民共和国的副部级。
第三级职级包括有以下职位：

### 农业部
- 农业部农场和外国农业服务副部长
- 农业部食品、营养和消费服务副部长
- 农业部自然资源和环境副部长
- 农业部研究、教育和经济副部长
- 农业部食品安全
- 农业部营销和监管计划副部长
- 农业部乡村发展

### 商务部
- 商务部
- 商务部经济事务
- 商务部出口管理
- 商务部旅行和旅游副部长
- 商务部海洋和大气副部长兼国家海洋和大气管理局局长
- 商务部知识产权兼联邦专利和商标局局长
- 商务部技术

### 国防部
- 国防部政策
- 国防部（国防部主计长）
- 国防部人力和战备副部长
- 国防部情报
- 国防部副首席管理官
- 国防部空军部
- 国防部陆军部
- 国防部海军部
- 国防部采购和技术副副部长
- 国防部物流和装备准备副副部长

### 能源部
- 能源部科学能源
- 能源部核安全
- 能源部管理和绩效副部长

### 总统行政办公室
- 美国贸易代表办公室副贸易代表（3）
- 美国贸易代表办公室首席农业谈判代表
- 联邦采购政策主任
- 行政管理和预算办公室信息和法规事务办公室主任
- 电子政府办公室主任
- 行政管理和预算办公室联邦财务管理办公室主任
- 国家药物管制政策办公室减少需求副主任
- 国家药物管制政策办公室减少供应副主任
- 国家药物管制政策办公室州和地方事务副主任

### 卫生与公众服务部
- 医疗保险和医疗补助服务中心主任

### 国土安全部
- 国土安全部管理
- 国土安全部国家保护和方案副部长
- 国土安全部科技
- 国土安全部情报和分析副部长
- 国土安全部公民和移民服务局局长
- 海关和边境保卫局局长
- 運輸安全管理局副局長
- 联邦紧急管理署副署长（2）

### 情报界
- 中央情报局副局长（2）

### 司法部
- 美国首席法律代表
- 司法部联邦调查局局长
- 司法部
- 司法部毒品执法管理局局长[5]

### 国家航空航天局
- 国家航空航天局副局长

### 国务院
- 政策事务
- 管理
- 经济增长、能源和环境副国务卿
- 公共外交和公共事务副国务卿
- 军备控制和国际安全事务副国务卿
- 平民安全、民主和人权副国务卿

### 运输部
- 国家公路交通安全管理局局长
- 联邦汽车运输安全管理局局长
- 联邦铁路管理局局长
- 美国海事管理局局长
- 联邦运输管理局局长
- 管道和危险品安全管理局局长
- 研究和创新技术管理局局长

### 财政部
- 国内金融
- 国际事务
- 反恐和金融情报
- 货币主计长
- 国税局局长
- 金融研究办公室主任

节省监督办公室主任在2010年的《多德 - 弗兰克法案》废除该办公室之前是第三级。

### 退伍军人事务部
- 退伍军人事务部卫生副部长
- 退伍军人事务部效益副部长
- 退伍军人事务部纪念事务副部长

### 其他独立机构
- 总务署署长
- 中小企业局局长
- 和平队队长
- 国家科学基金会副主任
- 美国进出口银行总裁[6]
- 联邦仲裁与调解局局长
- 海外私人投资公司总裁
- 农场信用署署长
- 人事管理办公室副主任
- 科学和技术合作研究所所长
- 物业审查委员会执行委员
- 环境保护局副局长
- 国家档案和记录管理局局长
- 联邦退休节俭投资委员会执行委员
- 贸易和发展署署长
- 政府道德办公室主任
- 美国版权局局长
- 养老金福利担保公司主任
- 国际清洁能源基金会首席执行官

### 各委员会
- 美国考绩制度保护委员会主席
- 联邦通信委员会主席
- 联邦存款保险公司董事会主席
- 联邦能源管理委员会主席
- 联邦贸易委员会主席
- 地面运输委员会主席
- 国家劳动关系委员会主席
- 证券交易委员会主席
- 国家调解委员会主席
- 铁路退休委员会主席
- 联邦海事委员会主席
- 国家运输安全委员会主席
- 国家艺术基金会主席
- 国家人文基金会主席
- 邮政管理委员会主席
- 职业安全健康检讨委员会主席
- 公平就业机会委员会主席
- 消费品安全委员会主席
- 商品期货交易委员会主席
- 美国国际贸易委员会主席
- 联邦矿业安全与健康审查委员会主席
- 国家信用社行政委员会主席
- 联邦住房金融委员会主席
- 核能管理委员会委员（3）
- 国防核设施安全委员会委员（4）

### 已裁撤职位
- 应急规划办公室主任
- 国家航天局执行秘书

## 第四级
行政等级第四级主要是联邦各内阁级部门的部长助理（英語：Assistant Secretary）及其他相当层级职位，大致相当于东亚国家或地区内阁级部门的司局长级职位。美國法典第5编 § 第5315節列出了该级别还未过时的346个职位。自2017年1月起，第四级的年薪为161,900美元。该职级近似于中华人民共和国的正司局级。
第四级职级包括有以下职位：

### 农业部
- 农业部助理部长（3）
- 农业部总法律顾问
- 农业部总监察长
- 农业部首席财务官
- 农业部农村公用事业服务局局长
- 农业部首席信息官

### 商务部
- 商务部助理部长（11）
- 商务部总法律顾问
- 商务部助理部长兼国家海洋和大气管理局局副局长
- 商务部国家标准技术研究所所长
- 商务部助理部长兼联邦和外国商业服务局局长
- 商务部总监察长
- 商务部人口调查局局长
- 商务部首席财务官
- 商务部首席信息官
- 商务部知识产权知识产权副次长兼美国专利商标局副局长

### 国防部
- 国防部助理部长（9）
- 空军部助理部长（4）
- 陆军部助理部长（5）
- 海军部助理部长（4）
- 陆军部民防局局长
- 国防部总法律顾问
- 国防部总监察长
- 国防部运行测试和评估主任
- 国防部研究与工程主任
- 国防部政策副次长
- 国防部人力和战备副次长
- 空军部总法律顾问
- 陆军部总法律顾问
- 海军部总法律顾问
- 国防部首席信息官（除非被第5312条、第5313条或第5314条列出外）

### 能源部
- 能源部助理部长（6）
- 能源部总法律顾问
- 能源部能源信息管理局局长
- 能源部总监察长
- 能源部科学办公室主任
- 能源部首席财务官
- 能源部首席信息官
- 能源部国家核安全管理局第一副局长
- 能源部国家核安全管理局的附加副局长（3）（如果负责海军反应堆的副局长是现役的美国海军军官，则置两名）

### 总统行政办公室
- 科学技术办公室副主任
- 行政管理和预算办公事助理主任（3）
- 经济顾问委员会委员（2）

### 卫生与公众服务部
- 卫生与公众服务部助理部长（6）
- 卫生与公众服务部总法律顾问
- 卫生与公众服务部总监察长
- 食品药品监督管理局局长
- 卫生与公众服务部首席财务官
- 卫生与公众服务部首席信息官

### 国土安全部
- 联邦紧急管理局联邦保险管理员
- 国土安全部助理部长（13）
- 国土安全部总法律顾问
- 国土安全部公民权利和公民自由主任
- 国土安全部首席财务官
- 国土安全部首席信息官
- 国土安全部总监察长
- 联邦紧急管理局总监察长
- 联邦紧急管理局首席信息官

### 住房与城市发展部
- 住房与城市发展部助理部长（8）
- 住房与城市发展部总法律顾问
- 住房与城市发展部政府国家抵押协会主席
- 住房与城市发展部总监察长
- 住房与城市发展部首席财务官
- 住房与城市发展部首席信息官

### 情报界
- 中央情报局总法律顾问
- 国家情报总监办公室总法律顾问

### 内政部
- 内政部助理部长（6）
- 内政部事务律师
- 内政部总监察长
- 内政部首席财务官
- 内政部首席信息官

### 司法部
- 司法部助理部长（10）
- 司法部联邦调查局副局长
- 司法部社区关系局主任
- 司法部监狱局局长
- 司法部国家司法研究所所长
- 司法部统计局局长
- 司法部总监察长
- 司法部少年司法和犯罪预防办公室主任
- 司法部美国法警局局长
- 司法部首席财务官
- 司法部首席信息官

### 劳工部
- 劳工部助理部长（10），其中一人兼任退伍军人事务部就业和劳动培训助理部长
- 劳工部事务律师
- 劳工部矿山安全和卫生助理部长
- 劳工部工资和工时局局长
- 劳工部总监察长
- 劳工部首席财务官
- 劳工部劳工统计局局长
- 劳工部首席信息官

### 国家航空航天局
- 国家航空航天局副局长
- 国家航空航天局总监察长
- 国家航空航天局首席财务官
- 国家航空航天局首席信息官

### 国务院
- 国务院助理国务卿（24），另外四名美国国务院官员由总统在美国参议院的建议和同意下任命
- 国务院军控、防扩散和裁军事务总统特别代表
- 国务院总监察长
- 无任所大使
- 国务院首席财务官
- 国务院首席信息官

### 运输部
- 运输部助理部长（4）
- 运输部总法律顾问
- 运输部联邦航空局副局长
- 运输部联邦公路管理局副局长
- 运输部圣劳伦斯海上发展公司首席执行官
- 运输部总监察长
- 运输部首席财务官
- 运输部首席信息官

### 财政部
- 财政部助理部长（8）
- 财政部总法律顾问
- 财政部副次长（2）
- 财政部总监察长
- 财政部首席财务官
- 财政部首席信息官

### 退伍军人事务部
- 退伍军人事务部助理部长（7）
- 退伍军人事务部总法律顾问
- 退伍军人事务部总监察长
- 退伍军人事务部首席财务官
- 退伍军人事务部首席信息官

### 其他独立机构
- 总务局副局长
- 和平队副队长
- 国家劳动关系委员会总法律顾问
- 美国进出口银行第一副总裁[6]
- 选择服务主任
- 史密森尼学会科学助理秘书
- 史密森尼学会历史和艺术助理秘书
- 中小企业局副局长
- 海外私人投资公司执行副总裁
- 核管理委员会核反应堆监管主任
- 核管理委员会核材料安全和保障主任
- 核管理委员会核监管研究主任
- 核管理委员会运营执行主任
- 国家消费者合作银行总裁
- 考绩制度保护委员会特别顾问
- 科学和技术合作研究所副所长
- 中小企业局首席管理顾问
- 美国环境保护署有毒物质助理署长
- 美国环境保护署固体废物处助理署长
- 美国环境保护署助理署长（8）
- 美国环境保护署总监察长
- 进出口银行总监察长
- 总务局总监察长
- 核管理委员会总监察长
- 人事管理办公室总监察长
- 铁路退休委员会总监察长
- 中小企业局总监察长
- 田纳西河谷管理局总监察长
- 联邦存款保险公司总监察长
- 解决方案信托公司总监察长
- 社会保障署总监察长
- 美国邮政署总监察长
- 博物馆和图书馆服务研究所所长
- 美国环境保护署首席财务官
- 纳瓦霍和霍皮族印第安人搬迁办公室
- 国际广播局局长
- 美国环境保护署首席信息官
- 总务局首席信息官
- 国家科学基金首席信息官
- 核监管局首席信息官
- 人事管理办公室首席信息官
- 中小企业局首席信息官

### 各委员会
- 美国国际贸易委员会委员（5）
- 美国进出口银行董事会成员[6]
- 联邦通信委员会委员
- 联邦存款保险公司董事会成员
- 联邦住房金融委员会董事
- 联邦能源管理委员会委员
- 联邦贸易委员会委员
- 地面交通委员会委员
- 国家劳动关系委员会委员
- 证券交易委员会委员
- 考绩制度保护委员会委员
- 联邦海事委员会委员
- 国家调解委员会委员
- 铁路退休委员会委员
- 平等就业机会委员会委员（4）
- 国家运输安全委员会委员
- 国家信贷联盟行政委员会委员（2）
- 邮政管理委员会委员（4）
- 职业安全及健康检讨委员会委员
- 消费品安全委员会委员（4）
- 商品期货交易委员会委员
- 联邦矿业安全与健康审查委员会委员
- 联邦劳工关系局主席
- 退伍军人上诉委员会主席
- 美国假释委员会主席

### 已裁撤职位
- 应急规划办公室副主任
- 美洲国际博览会专员

## 第五级
行政等级第五级主要是联邦各内阁级部门的副部长助理（英語：Deputy Assistant Secretary）及其他相当层级职位，大致相当于东亚国家或地区内阁级部门的副司局长级职位。美國法典第5编 § 第5316節列出了143个职位，其薪金由第2编第11章明定。自2016年1月起，第五级的年薪为150,200美元。该职级近似于中华人民共和国行政级别的副司局级。
第五级职级包括有以下职位：

### 商务部
- 商务部美国旅游局局长
- 商务部国家促进出口协调员
- 商务部环境科学服务管理局局长
- 商务部国家海洋和大气管理局海岸带助理署长
- 商务部国家海洋和大气管理局渔业助理署长
- 商务部国家海洋和大气管理局助理署长（3）
- 商务部国家海洋和大气管理局首席科学家
- 商务部国家海洋和大气管理局总法律顾问

### 国防部
- 国防部核和化学与生物防御计划助理部长
- 国防部国防高等研究计划署署长
- 国防部副总法律顾问
- 国防部研究与工程副次长（4）
- 国防部长特别助理

### 能源部
- 能源部博纳维尔电力管理局局长
- 能源部其他官员（14）

### 总统行政办公室
- 行政管理和预算局副局长（5）
- 行政管理和预算局其他官员（6）

### 卫生与公众服务部
- 卫生与公众服务部职业康复专员
- 卫生与公众服务部印第安卫生局局长
- 卫生与公众服务部儿童和家庭管理局局长

### 内政部
- 内政部长科学顾问兼助理
- 内政部美国鱼类和野生动物管理局局长
- 内政部印第安事务专员
- 内政部填海专员
- 内政部美国矿业局局长
- 内政部美国地质调查局局长
- 内政部土地管理局局长
- 内政部美国国家公园管理局局长

### 司法部
- 司法部行政助理部长
- 司法部美国外交索赔处理委员会主席
- 联邦调查局助理局长（2）
- 司法部麻醉品和危险药物局局长[9]
- 美国假释委员会委员（4）
- 司法部缉毒局副局长（2）[10]

### 劳工部
- 劳工部人力资源管理员
- 劳工部工资和公共合同司司长

### 国家航空航天局
- 国家航空航天局次长（7）
- 国家航空航天局副局长助理
- 国家航空航天局副次长
- 国家航空和航天局总法律顾问

### 运输部
- 运输部行政助理部长
- 运输部高速公路管理局助理局长
- 运输部国家公路交通安全管理局副局长
- 运输部联邦汽车运输安全管理局副局长
- 运输部联邦运输管理局副局长
- 运输部副部长助理

### 财政部
- 财政部国税局首席法律顾问
- 财政部国税局副局长
- 财政部财政助理部长

### 独立机构
- 总务局供应局局长
- 总务局公共建筑局局长
- 总务局助理局长
- 美国档案管理员
- 国家首都交通局局长
- 中小企业管理局次长（4）
- 联邦仲裁与调解局副局长
- 和平队志愿者副队长
- 和平队项目发展和业务副队长
- 核管理委员会总法律顾问
- 核管理委员会其他官员（5）
- 国家安全局副局长
- 公民权利委员会职员主管
- 史密森尼学会国家博物馆馆长
- 史密森尼学会天体物理观测所所长
- 海外私人投资公司副总裁（3）
- 历史保护咨询委员会执行主任
- 联邦劳动关系委员会委员（2）
- 联邦劳动关系委员会总法律顾问
- 科学和技术合作研究所其他官员（2）

### 各委员会
- 再谈判委员会主席
- 颠覆活动管理控制委员会主席
- 印第安索赔委员会委员（5）
- 再谈判委员会委员
- 颠覆活动管理控制委员会委员
- 平等就业机会委员会总法律顾问

### 已裁撤职位
- 应急规划办公室助理主任（3）
- 经济机会办公室助理主任（方案规划，分析和研究）

## 由总统确定的第四级和第五级职位
根据美國法典第5编 § 第5317節，总统可以根据行政机构的组织、责任和工作量的必要变化而给予不超过34个没有法律地位的职位以行政等级，只限第四级和第五级。这个数字是除了法案中特别授权的第四级和第五级外的。但须征得参议院同意，而且只有在正式任命后才生效。所有这些行动都必须由联邦公报公布，除非与国家安全冲突。总统不得根据本条关于某一职位采取行动，按本分章或按照1964年8月14日以后颁布的法规，根据特定税率以确定其薪酬。
以下职位为第四级行政职位：
- 财政部部长顾问
- 劳工部国际劳工事务副次长
- 卫生部精神卫生管理局局长
- 国家安全委员会执行秘书
- 司法部青少年司法和犯罪预防办公室主任
- 国防部空军部助理部长（4）
- 司法部犯罪受害者办公室主任
- 司法部司法援助局局长
- 卫生部国立卫生研究院院长
- 化学品安全与危害调查委员会委员（5）
- 卫生部老年人事物助理部长

以下职位为第五级行政职位：
- 国防部国防储备事务副次长
- 劳工部部长顾问
- 原住民署专员